# ニュー・クイック
株式会社ニュー・クイックは、精肉チェーン店（売場）・スーパーマーケットを営む企業。スーパーマーケット店舗は「富士ガーデン」の名称で展開している。
本社は東京都中央区。

## 沿革
- 1973年9月28日 - 横浜市戸塚区に1号店オープン。
- 1974年11月16日 - 有限会社ニュー・クイックとして設立。
- 1983年 - 株式会社に改組。
- 1992年 - 株式会社ニュー・ワールド設立。
- 2000年 - ニュー・ワールドを吸収合併。